# Stiff Records
Stiff Records es una compañía discográfica independiente británica fundada en Londres en 1976 por Dave Robinson y Jake Riviera. Estuvo activa hasta su cierre en 1986 y en 2007 fue reactivada.
Fundada en pleno boom del punk rock, Stiff Records produjo títulos para destacados artistas punk y new wave como Nick Lowe, the Damned, Lene Lovich, Wreckless Eric, Plummet Airlines, Elvis Costello, Ian Dury y Devo.

## Historia
Robinson y Riviera eran a mediados de los 70, personajes conocidos dentro de la industria discográfica londinense. Robinson había trabajado brevemente con Jimi Hendrix a finales de los 60 y Jake Riviera había sido mánager en sus inicios de Dr. Feelgood.l sello, de hecho, se inició gracias a un préstamo de 400 libras que les hizo Lee Brilleaux, cantante de Dr. Feelgood.
Stiff Records tuvo un exitoso debut. Su primera publicación, el sencillo de Nick Lowe, "So It Goes", publicado el 14 de agosto de 1976,  llegó a vender 10.000, aunque el segundo lanzamiento, "Between The Lines" de Pink Fairies, tuvo unas ventas más discretas. Robinson y Riviera financiaron el que es considerado generalmente como primer sencillo punk del Reino Unido, "New Rose" de The Damned, el 22 de octubre de 1976.
A comienzos de 1977, Stiff Records fichó a artistas como Wreckless Eric, Ian Dury y Elvis Costello, contratos con los que la compañía incrementó sus ventas, llegando a alcanzar acuerdos de distribución con Island Records y con CBS Records.
Robinson y Riviera formaron una feroz combinación de gestión y, tras una serie de desencuentros, Riviera abandonó la compañía a principios de 1978 para formar su propio sello y se llevó consigo a artistas como Elvis Costello y Nick Lowe. La marcha de Riviera coincidió con el final de la exitosa gira "5 Live Stiffs Tour", que encumbró al cantante Ian Dury, cuyo álbum New Boots & Panties fue un éxito de ventas para la compañía. En 1979, Robinson fichó al grupo Madness, con un considerable éxito comercial.
En los siguientes años, la compañía consiguió numerosos éxitos discográficos y su primer número 1, con el sencillo de Ian Dury, "Hit Me with Your Rhythm Stick". Stiff Records tuvo un rápido crecimiento, llegando a trasladar sus instalación en dos ocasiones. 
A finales de 1983, Island Records compró el 50% de Stiff y Robinson se encargó de dirigir ambos sellos. A pesar de los problemas económicos por los que pasaba Island, Robinson consiguió terminar uno de los mejores años para la compañía, con lanzamientos de Frankie Goes to Hollywood, Bob Marley o el The Unforgettable Fire de U2. Sin embargo el acuerdo con la compañía se rompió en 1985 y Robinson volvió a dirigir exclusivamente Stiff Records. Para Stiff fichó a The Pogues, cuyos éxitos ayudaron a mantener a flote la compañía durante algunos meses pero finalmente fue vendida a ZTT Records.
Posteriormente, los derechos de Stiff fueron adquiridos por Warner Music Group, que los editó a través del sello Rhino Entertainment.
En 2007, ZTT y su socios de la compañía SPZ Group reactivaron el sello. Stiff adquirió notoriedad rápidamente al publicar para The Enemy, uno de las bandas punteras de la música indie británica. quickly broke one of the UK's hottest new indie acts, The Enemy. A continuación, lanzó una serie de álbumes bien recibidos de artistas como Wreckless Eric, Henry Priestman, Any Trouble y Chris Difford. 

## Los "Stiffs Tours"
Robinson y Riviera habían trabajado juntos, antes de fundar Stiff Recoreds organizando paquetes turísticos a conciertos. En 1977 organizaron su primera gira con artistas de su compañía, la conocida como Live Stiffs Tour or 5 Live Stiffs, que contó con cinco artistas: Elvis Costello, Ian Dury, Wreckless Eric, Nick Lowe y Larry Wallis. Las bandas que los acompañaron estuvieron formadas por los músicos de sesión que utilizaron para sus grabaciones. 
Aunque la idea original era presentar a todos los artistas por igual, Dury y Costello se convirtieron rápidamente en las estrellas de la gira. En 1978, se publicó el álbum Live Stiffs Live que recoge grabaciones en directo de los cinco artistas que participaron en la gira.
Tras la marcha de Riviera, Robinson organizó una segunda gira bajo el nombre de Be Stiff Route 78, en la que participaron; Wreckless Eric, Lene Lovich, Jona Lewie, Mickey Jupp y Rachel Sweet. La gira se desarrolló inicialmente en el Reino Unido e Irlanda y posteriormente continuó por Estados Unidos, aunque sin Mickey Jupp, que no participó por miedo a volar. 
La última gira que se organizó fue Son of Stiff Tour 1980, que contó con Ten Pole Tudor, Any Trouble, Dirty Looks, Joe "King" Carrasco and the Crowns y The Equators. La gira recorrió Europa en autobús pero tuvo escaso éxito. De la gira se publicó un EP titulado Son of Stiff Tour 1980 y un corto, dirigido por Jeff Baynes. 